# Tráfico de drogas pela CIA
Segundo fontes, a Agência Central de Inteligência (CIA) dos Estados Unidos supostamente esteve envolvida em várias operações de tráfico de drogas. Muitas vezes, a agência trabalhou com grupos que sabia que estavam envolvidos em tráfico de drogas, de modo que esses grupos iriam fornecer-lhes informação útil e material de apoio, em troca de permissão para a continuação de suas atividades criminosas, dificultando ou impedindo a sua detenção, indiciamento e prisão por agências de aplicação da lei dos Estados Unidos.

## Afeganistão pós-2001
De acordo com Peter Scott, uma das principais razões para a invasão estadunidense ao Afeganistão em 2001 se deu em decorrência do fato dos Talibãs terem praticamente eliminado a produção de ópio na região. "Em 2000-2001, os talibãs praticamente eliminaram a produção de ópio em sua área do Afeganistão. Assim, a produção total para 2001 foi de 185 toneladas métricas. Quase tudo isso era da região Nordeste controlada pelo tráfico de drogas da Aliança do Norte, que naquele ano se tornou aliado da América em sua invasão. Mais uma vez, a produção disparou após a invasão norte-americana em 2001, em parte porque os Estados Unidos recrutaram ex-traficantes como apoiadores em seu ataque. De 3.400 toneladas métricas em 2002, subiu continuamente até que “em 2007 o Afeganistão produziu extraordinárias 8.200 toneladas de ópio (34% a mais do que em 2006), tornando-se praticamente o fornecedor exclusivo do medicamento mais mortal do mundo (93% do mercado mundial de opiáceos)".
Desde Outubro de 2001, a produção anual de papoulas e opioides no Afeganistão cresceu 4500%. "A ativista afegã Malalai Joya, que acusa a Otan de liquidar mais civis inocentes afegãos do que terroristas e narcotraficantes, declarou durante uma das fases mais agudas da guerra, em 2011, que um dos “objetivos ocultos” do conflito foi “restaurar o comércio de droga patrocinado pela CIA e exercer o controlo direto sobre as rotas globais da droga”. [...] “o único setor em que o Afeganistão registrou avanços inimagináveis nos últimos anos foi o cultivo e tráfico de droga”.. 
Além disso, o valor da atual safra de ópio do Afeganistão é da ordem de US$65 bilhões. Desse montante, apenas US$ 500 milhões destinam-se aos agricultores do Afeganistão, US$ 300 milhões aos guerrilheiros do Taleban e US$ 64 bilhões "à máfia das drogas", deixando fundos suficientes para corromper o governo de Karzai em uma nação cujo PIB total é apenas US $ 10 bilhões."

## Triangulo Dourado

### CIA e Kuomintang (KMT): operações de contrabando deópio
A fim de proporcionar fundos secretos para o Kuomintang (KMT) durante a Guerra Civil Chinesa, as forças leais ao Generalíssimo Chiang Kai-Shek, que lutava contra os comunistas chineses, liderados por Mao Tse-tung, a CIA ajudou o KMT no contrabando de ópio da China e da Birmânia para Bangkok, na Tailândia, fornecendo aviões de propriedade para um de seus negócios de fachada, o Air America.
O general do KMT Sun Li Ren assumiu o comando dessas forças, que controlavam a região entre a Birmânia e Tailândia, mas foram forçadas a saírem da área. A CIA depois pressionou Sun Li Ren para realizar um golpe de Estado em Taiwan contra Chiang Kai-shek, mas foi descoberto e colocado sob prisão domiciliar pelo filho de Chiang, Chiang Ching-kuo.

## Afeganistão Soviético
Foi suposto pelos soviéticos em múltiplas ocasiões que os agentes norte-americanos da agência estavam ajudando a contrabandear ópio para fora do Afeganistão, ou para dentro do Ocidente, para conseguir dinheiro para a resistência afegã; ou para a União Soviética a fim de enfraquecer os russos por meio do uso de drogas. A agência apoiou vários "barões das drogas" no Afeganistão, como Gulbuddin Hekmatyar, que lutavam contra os soviéticos.
O historiador Alfred W. McCoy afirma que:
| “ | Na maioria dos casos, o papel da CIA envolveu várias formas de cumplicidade, tolerância, ou ignorância intencional sobre o tráfico, nenhuma culpabilidade quaisquer direta no tráfico real... a CIA não lidava com a heroína, mas deu a seus aliados, os senhores das drogas, transporte, armas e proteção política. Em suma, o papel da CIA no tráfico de heroína do Sudeste Asiático envolveu cumplicidade indireta ao invés de culpabilidade direta. | ” |

## Era do Vietnã
O Vietnã Ocidental e o Camboja Oriental tinham alguns campos de ópio. Foi amplamente alegado entre vários soldados que se viraram contra a guerra, que a CIA estava envolvida no contrabando deste ópio aos produtores de heroína nos Estados Unidos a um lucro considerável. Existe evidência disso no livro A Política da Heroína no Sudoeste da Ásia, escrito por Alfred W. McCoy, um professor da Universidade de Wisconsin-Madison. O livro discute o uso do ópio no custeio de operações camufladas pela CIA no Vietnã. A agência também intimidou as fontes de McCoy e tentou barrar a publicação do livro, citando "interesses de segurança nacional."[carece de fontes?]

## Caso Irã-Contras
Lançado em 13 de abril de 1989, o relatório do Comitê Kerry concluiu que membros do Departamento de Estado dos Estados Unidos "forneciam apoio para os Contras, estavam envolvidos em tráfico de drogas... e os próprios componentes dos Contras sabidamente recebiam assistência financeira e material dos traficantes de drogas."
Em 1996, Gary Webb escreveu uma série de artigos publicados no San Jose Mercury News que investigaram nicaraguenses ligados aos Contras apoiados pela agência que faziam contrabando de cocaína para os Estados Unidos. A cocaína era, então, distribuída como crack em Los Angeles, e os lucros canalizados para os Contras. A agência tinha conhecimento das operações de cocaína e dos grandes carregamentos de drogas para os Estados Unidos pelo pessoal dos Contras e ajudou diretamente os traficantes de drogas a arrecadar dinheiro para os Contras.
Em 1996, o diretor da agência, John M. Deutch, foi para Los Angeles para tentar refutar as alegações levantadas pelos artigos de Gary Webb, e ficou famoso por enfrentar o ex-oficial da Departamento de Polícia de Los Angeles Michael Ruppert, que testemunhou que ele havia testemunhado sua ocorrência.
A CIA foi acusada de lavagem de dinheiro dos recursos de drogas no Irã-Contra através do BCCI, o ex-comissário da Alfândega dos Estados Unidos William von Raab disse que quando os agentes alfandegários invadiram o banco em 1988, encontraram numerosas contas da CIA. A CIA também trabalhou com o BCCI para armar e financiar os mujahideens afegãos durante a guerra do Afeganistão contra a União Soviética, usando o BCCI para lavagem dos rendimentos do crescente tráfico de heroína na fronteira entre o Paquistão e o Afeganistão, aumentando o fluxo de narcóticos para os mercados europeus e norte-americanos. [carece de fontes?]

## Haiti
De acordo com fontes anônimas, em meados 1980, a agência criou uma unidade no Haiti cujo suposto objetivo era a atividade antidrogas, mas, na realidade, foi "usada como um instrumento de terror político", e estava pesadamente envolvido no tráfico de drogas. Os membros da unidade eram conhecidos por torturar apoiadores de Aristide, e ameaçaram matar o chefe local da Força Administrativa de Narcóticos. De acordo com um oficial norte-americano, a unidade fez tráfico de drogas e nunca apresentou qualquer informação útil sobre as drogas.

## México
O mais antigo cartel mexicano, o Cartel de Guadalajara, foi beneficiado pela CIA por ter ligações com o narcotraficante hondurenho Juan Matta-Ballesteros, um ativo da CIA, que foi o chefe da SETCO, uma companhia aérea usada para o contrabando de drogas para os Estados Unidos e também utilizada para transportar suprimentos militares e pessoal para os Contras da Nicarágua, usando fundos das contas estabelecidas por Oliver North.
Também é alegado que a DFS, a principal agência de inteligência do México, que foi em parte uma criação da CIA e posteriormente tornou-se Centro de Investigación y Seguridad Nacional  (CISEN), teve entre seus membros mais próximos aliados do governo da CIA no México. Os distintivos da DFS "entregues aos traficantes de drogas mexicanos de alto nível, foram marcados por agentes da DEA uma virtual 'licença para traficar'.
Sabe-se também que o Cartel de Guadalajara, a mais poderosa rede de tráfico de drogas do México no início de 1980, prosperou em grande parte, entre outras razões, porque contava com a proteção da DFS, sob seu chefe Miguel Nazar Haro, um ativo da CIA.
Miguel Ángel Félix Gallardo, conhecido como o padrinho do negócio das drogas mexicano e o primeiro senhor das drogas mexicano, forneceu um montante significativo do financiamento, armas e outros auxílios para os Contras na Nicarágua. Seu piloto, Werner Lotz afirmou que Gallardo teve uma vez que entregar US $ 150.000 em dinheiro a um grupo Contra, e Gallardo muitas vezes se gabava de contrabandear armas para eles. Suas atividades eram conhecidas por várias agências federais norte-americanas, incluindo a CIA e DEA, mas foi-lhe concedida imunidade devido a suas "contribuições beneficentes para os Contras".
Vicente Zambada Niebla, filho de Ismael Zambada García um dos principais senhores das drogas no México, afirmou depois de sua prisão ao seus advogados que ele e outros altos membros do Cartel de Sinaloa haviam recebido imunidade por agentes estadunidenses e uma licença virtual para contrabandear cocaína para a fronteira dos Estados Unidos em troca de informações sobre cartéis rivais envolvidos na Guerra contra o narcotráfico no México.

## Panamá

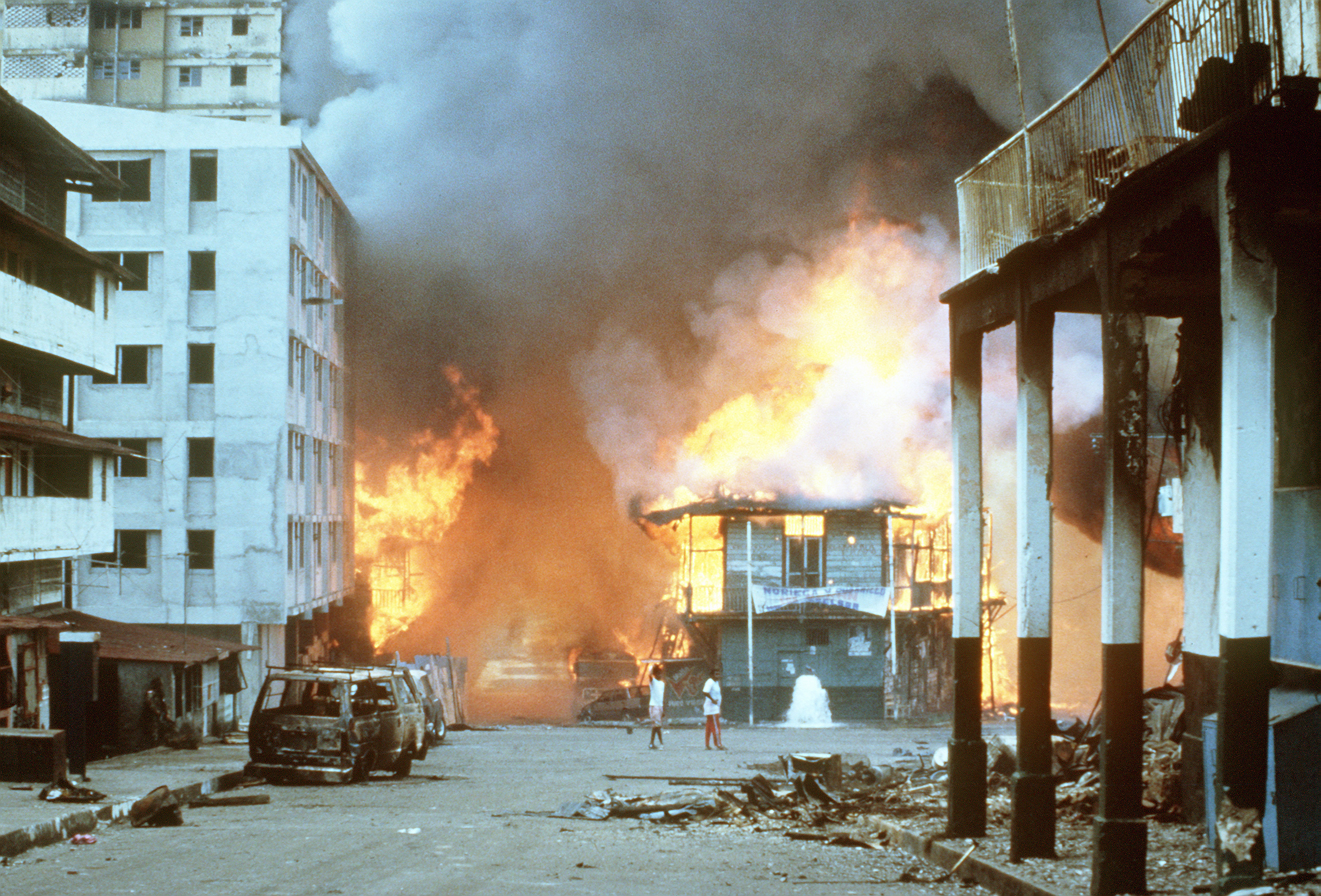
A invasão militar norte-americana do Panamá, em 1989, destruiu grande parte da infraestrutura e tirou muitas vidas civis, mas não conseguiu capturar Manuel Noriega

Em 1989, os Estados Unidos invadiram o Panamá como parte da Operação Justa Causa, que envolveu 25 mil soldados norte-americanos. O general Manuel Noriega, chefe do governo do Panamá, deu a assistência militar aos grupos Contras na Nicarágua, a pedido dos Estados Unidos, que, em troca, lhe permitiu continuar a sua atividade de tráfico de drogas, que era conhecida desde 1960. Quando a Força Administrativa de Narcóticos tentou indiciar Noriega em 1971, a agência impediu de fazê-lo. A agência, que era dirigida pelo futuro presidente George H.W. Bush, forneceu, a Noriega, centenas de milhares de dólares por ano como pagamento por seu trabalho na América Latina.
No entanto, quando o piloto da agência, Eugene Hasenfus, foi abatido sobre a Nicarágua pelos sandinistas, os documentos a bordo do avião revelaram muitas das atividades da agência na América Latina e as conexões da agência com Noriega tornaram as relações públicas uma "responsabilidade" para o governo dos Estados Unidos, que finalmente permitiu à Força Administrativa de Narcóticos indiciá-lo por tráfico de drogas, depois de décadas permitindo que as suas operações de drogas continuassem irreprimidas. A Operação Just Cause, cujo objetivo aparente era capturar Noriega, matou muitos civis panamenhos, mas não conseguiu capturar Noriega, que encontrou asilo no Núncio Apostólico, e, mais tarde, se entregou às autoridades dos Estados Unidos em Miami, onde foi condenado a 45 anos de prisão.
A sentença de prisão de Noriega foi reduzida de 30 anos para 17 anos por bom comportamento. Depois de cumprir 17 anos em detenção e prisão, sua pena de prisão terminou em 9 de setembro de 2007. Foi mantido sob custódia dos Estados Unidos antes de ser extraditado para a custódia francesa, onde foi condenado a sete anos por lavagem de dinheiro de cartéis de drogas colombianos.

## Caso da Guarda Nacional da Venezuela
A agência - apesar das objeções da Força Administrativa de Narcóticos (Drug Enforcement Administration) - permitiu, que pelo menos, uma tonelada de cocaína quase pura fosse enviada ao Aeroporto Internacional de Miami. A agência alegou ter feito isso como uma maneira de reunir informações sobre os cartéis de drogas colombianos. Mas a cocaína acabou sendo vendida nas ruas.
Em novembro de 1993, o ex-chefe da DEA, Robert C. Bonner apareceu em 60 Minutes e criticou a CIA por permitir que várias toneladas de cocaína pura fosse contrabandeada para os EUA via Venezuela sem primeiro notificar e garantir a aprovação da DEA.
Em novembro de 1996, um júri de Miami indiciou o ex-chefe do antinarcóticos venezuelano e ativo de longa data da agência, o general Ramón Guillén Dávila, que estava contrabandeando muitas toneladas de cocaína para os Estados Unidos a partir de um armazém venezuelano de propriedade da CIA. Em sua defesa no julgamento, Guillen alegou que todas as suas operações de tráfico de drogas foram aprovadas pela agência.

## Ver Também
- Agência Central de Inteligência
- Guerra contra as drogas
- MKULTRA
- Alegações de assistência da CIA a Osama bin Laden
- Prisões secretas da CIA

### Relatórios da CIA & DOJ
- Overview of CIA/IG Investigation (January 29, 1998) Arquivado em 12 de junho de  2007, no Wayback Machine. — A short summary of The Inspector General's Report of Investigation regarding allegations of connections between CIA and the Contras in cocaine trafficking to the United States.

1. Report of Investigation--Volume I: The California Story (January 29, 1998) Arquivado em 12 de junho de  2007, no Wayback Machine. —The Inspector General's Report of Investigation regarding allegations of connections between CIA and the Contras in cocaine trafficking to the United States. Volume I: The California Story.
2. Report of Investigation -- Volume II: The Contra Story (October 8, 1998) Arquivado em 2 de maio de  2014, no Wayback Machine. — The Inspector General's Report of Investigation regarding allegations of connections between CIA and the Contras in cocaine trafficking to the United States. Volume II: The Contra Story.

- USDOJ/OIG Special Report. THE CIA-CONTRA-CRACK COCAINE CONTROVERSY: A REVIEW OF THE JUSTICE DEPARTMENT’S INVESTIGATIONS AND PROSECUTIONS (December, 1997)